# Jean-Baptiste Raffenel
Anne-Jean-Baptiste Raffenel (Marsella, 26 de abril de 1809-Saint-Denis, Reunión, 13 de mayo de 1858) fue un explorador, administrador colonial y escritor francés.

## Biografía
Fue hijo de Claude Raffenel, teniente destinado en Versalles, y de Jeanne Dauge. Entró en la administración de la marina francesa en 1825, pero prefirió la vida activa del explorador al trabajo de oficina.
Visitó entre 1826 y 1842, a bordo de diferentes en diferentes barcos, diversos territorios de América y África, como las Antillas, Brasil, Estados Unidos, Argelia, Madagascar y la isla de Borbón. 
En 1843 salió de Francia hacia el Senegal y recibió del gobernador de la colonia francesa el encargo de explorar el río Falémé, afluente del Senegal, y los países circundantes de Bondu y Bambuque. La misión duró siete meses y sus principales resultados fueron la firma de tratados de comercio, el establecimiento de un puesto avanzado en el Falémé y la solución al problema de la unión de los cursos superiores del Senegal y del río Gambia. De los cinco miembros europeos de la misión, tres murieron, y Raffenel enfermó y tuvo que regresar a Francia. El Ministerio de Marina le encargó coordinar los informes de la misión, que fueron publicados en 1846 con el título de Voyage dans l'Afrique occidentale.
En 1845 recibió una nueva misión oficial; atravesar el continente africano de oeste a este, desde Senegal a la cuenca del Nilo, entre los paralelos 10 y 15 norte, una de las zonas menos conocidas por los europeos en esos momentos. Cuando llegó a las fronteras de Ségou, en el actual Mali, fue traicionado por sus guías y entregado a los kaartans, que lo retuvieron durante ocho meses. Durante su cautiverio, Raffenel escribió el relato de sus aventuras, que se publicó en 1856 como Nouveau voyage dans le pays des Nègres. En el libro dio cuenta del estado social, moral y político del Sudán occidental, así como propuso mejoras para la administración colonial en Senegal. 
En 1855, fue nombrado gobernador de los establecimientos franceses en Madagascar y murió en Saint-Denis, la capital de La Reunión, tres años después.